# Regildenia Moura
Regildênia de Holanda Moura (* 8. Februar 1974 in Ouricuri, Pernambuco) ist eine ehemalige brasilianische Fußballschiedsrichterin.
Moura leitete Spiele im brasilianischen Vereinsfußball, sowohl bei den Frauen als auch bei den Herren. Mehrfach leitete sie Finalspiele im brasilianischen Pokal, darunter 2009, 2012, 2013, 2014 und 2016 in der Copa do Brasil de Futebol Feminino.
Darüber hinaus stand Moura von 2012 bis 2018 auf der Liste der FIFA-Schiedsrichter und pfiff internationale Fußballspiele.
Bei der Copa América 2014 leitete Moura zwei Partien in der Gruppenphase. Bei der U-17-Weltmeisterschaft 2016 in Jordanien pfiff sie ein Gruppenspiel. Zudem war sie bei der U-17-Südamerikameisterschaft 2013 in Paraguay (drei Spiele) und bei der U-20-Südamerikameisterschaft 2015 in Brasilien (zwei Spiele) im Einsatz.
Im Oktober 2019 beendete Moura nach 20 Jahren ihre Schiedsrichterkarriere.